# Dubá (hrad)
Hrad Dubá stával v severní části obce Dubá směrem na Českou Lípu. Dnes z něj nic nezůstalo a místo, kde stál, je zastavěno rodinnými domky.

## Historie
Po roce 1257 získal Dubou Častolov ze Žitavy z rodu Ronovců. Jeden z jeho synů Jindřich, zvaný též Hynek, byl vlastníkem Dubé v letech 1276 až 1286. Asi on na ostrohu u rybníka nechal postavit hrad, podle kterého změnil jméno této větve rodu na pány z Dubé. Když si jeho potomci po roce 1309 rozdělili majetek, Dubou zdědil Hynek (přezdívaný Berka), který ovšem sídlil v Praze a na hradě v Kladsku. Ten roku 1327 získal hrad Lipý (v dnešní České Lípě), který se stal jeho rodovým sídlem (predikát byl později změněn na pány z Dubé a Lipé). Po Hynkově smrti v roce 1348 přešla Dubá do rukou Jindřicha z Dubé, jenž na hradě nesídlil – vlastnil totiž také hrady Jestřebí a Housku. Panství Dubá existovalo až do konce 14. století, kdy při dalším dělení majetku zaniklo.
Kdy hrad zanikl, není známo. Údajně na konci 18. století měly být patrné valy a základy hradu, jenž byl čtvercového půdorysu a zřejmě dřevěný. Ovšem August Sedláček při své návštěvě místa na konci 19. století žádné stopy nenalezl. V dolní části starého hřbitova byla románská rotunda z poloviny 13. století, sloužící obyvatelům a pánům hradu. Po roce 1713 sloužila jiným účelům, byla zde sýpka i kostnice a nakonec byla zbořena.

## Současnost
Areál hradu, který snad stál na okraji plošiny severně nad městem, je nyní zastavěn.